# Palazzo Pinto
Palazzo Pinto è una dimora gentilizia del centro storico di Salerno.

## Storia

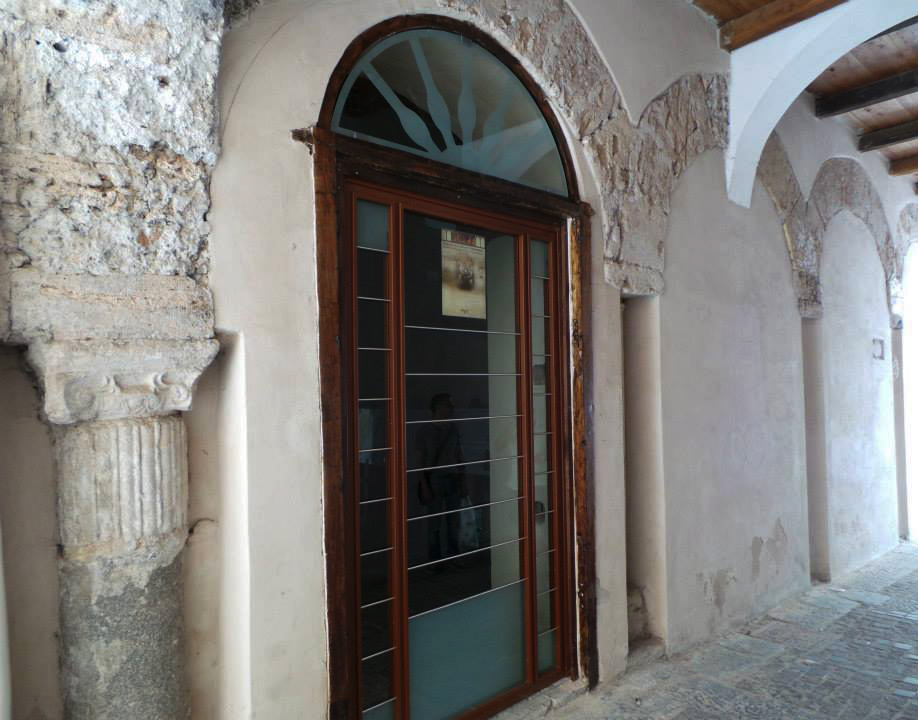
Tracce dei loggiato orientale nel vicolo dei Pinto

Palazzo Pinto sorge nel cuore del centro storico cittadino, lungo una delle sue arterie viarie principali, la Via dei Mercanti, storicamente sede di numerose e prestigiose attività commerciali ed artigianali. I proprietari appartenevano ad un ramo del casato dei Pinto, nobile famiglia di origine iberica le cui prime attestazioni risalgono agli inizi del 1200, ascritti almeno dal XVI secolo al seggio di Portanova; un altro ramo della famiglia risiedeva all'epoca nell'area poco lontana occupata attualmente da Palazzo Genovese. 
L'edificio continuò ad ospitare la residenza dei Pinto fino all'inizio del XX secolo quando, dopo la morte dell'ultimo discendente, è passato con lascito testamentario all'Amministrazione Provinciale e all'Azienda Ospedaliera San Giovanni di Dio e Ruggi d'Aragona. Dal 1910 al primo piano ha ospitato la biblioteca provinciale fino al 1961. Il 15 marzo 1944, durante la presenza del Governo Badoglio I, fu fondato, con sede a palazzo Pinto, l'Istituto Superiore di Magistero di Salerno, primo passo della rinascita degli studi universitari della città. Dal sisma del 1980, l'edificio è stato oggetto di interventi di puntellamento di restauro preliminare che hanno interessato il corpo dell'edificio prospiciente su via Mercanti. Dal 2000 sono stati eseguiti lavori di consolidamento dei solai, di restauro degli impianti e finiture dell'androne e del primo piano, i cui locali ospitano, dal febbraio 2001 la Pinacoteca provinciale, nella quale vi sono pregevoli opere che vanno dal Rinascimento alla prima metà del Novecento.  Dal luglio 2007, i due corpi di fabbrica retrostanti e le corti interne, sono stati oggetto di un complesso intervento di consolidamento, restauro e liberazione delle superfetazioni che avevano invaso la corte e le vanelle interne. Dal 2009 l'Azienda Ospedaliera ha realizzato al piano terra un front-office, creando un servizio "L'ospedale vicino". Dal settembre 2012 è fruibile la corte quattrocentesca, da cui si accede alla sede dell'Enoteca Provinciale. attualmente sono in corso i lavori di completamento del piano terra e del primo, con restauro della galleria che completa l'accesso dal vicolo dei Pinto e migliora la fruizione del complesso monumentale.

## Architettura

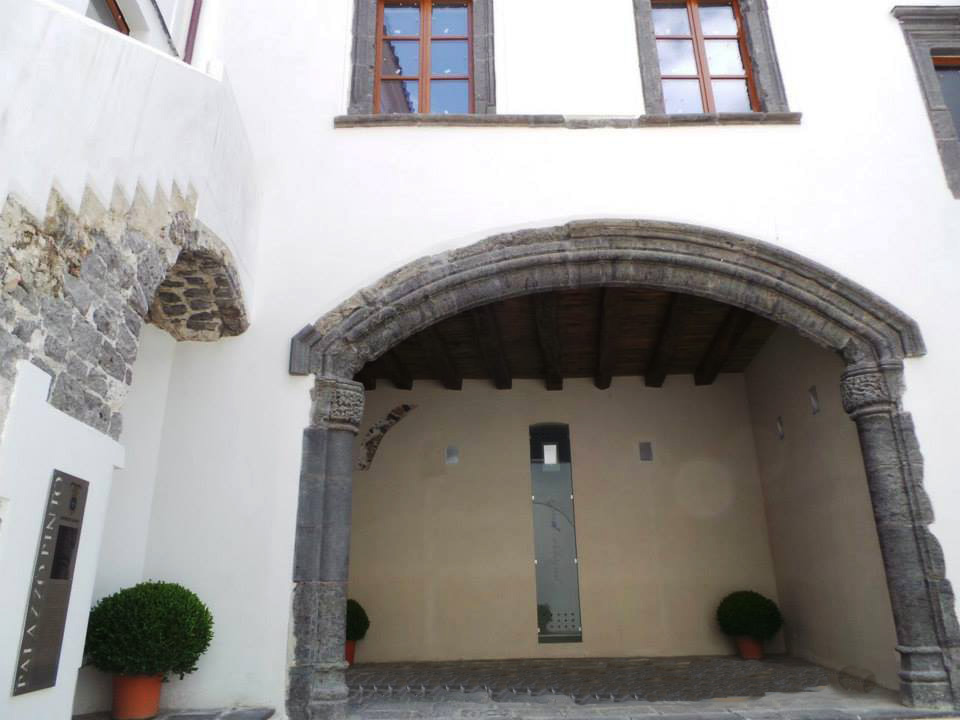
L'arco all'interno della corte "catalana"

L'impianto originario, sorto su strutture più antiche, è medioevale come testimoniato dalle numerose vestigia romaniche di recente riportate alla luce, tra cui le ampie arcate prospicienti il vicolo cosiddetto dei Pinto, le cornici e gli archi decorati da preziose tarsie policrome, ed è da ricondurre all'architettura normanna dei secoli XI e XII. Il complesso, presumibilmente, accoglieva al suo interno diverse funzioni, dalle botteghe commerciali a luogo di rappresentanza civile e/o religiosa, come lasciano intuire le ampie aule decorate da cornici policrome ad intarsio. 

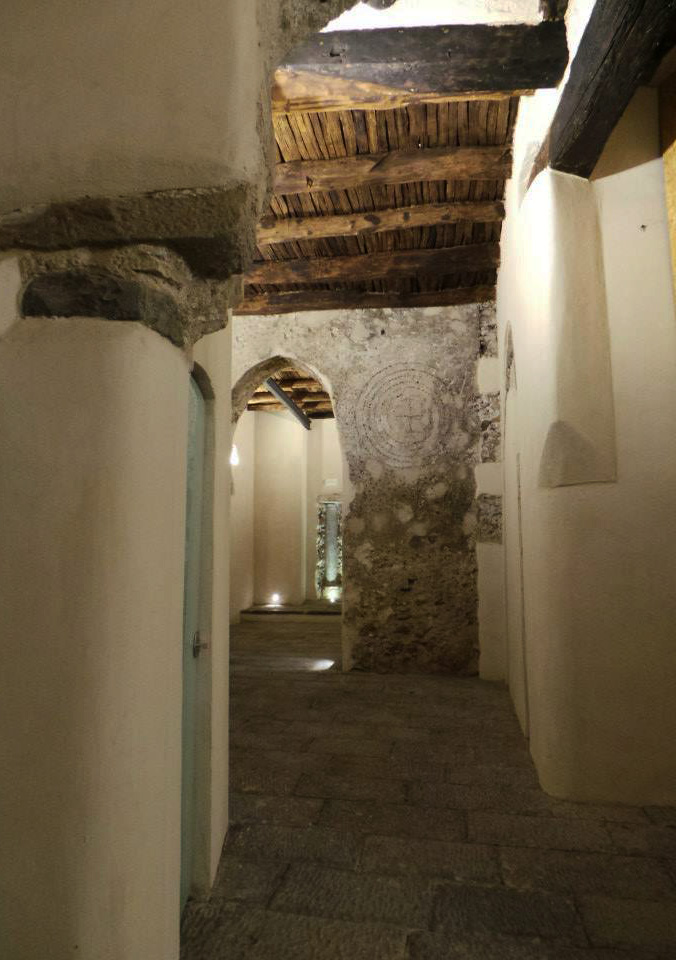
I locali del piano terra con le decorazioni in pietra

 Questi elementi decorativi, che creano un gioco cromatico ottenuto con l'alternarsi di conci di tufo grigio, proveniente dall'area di Fratte, e giallo, rimandano alla produzione architettonica campana del periodo normanno e, a Salerno, alle fabbriche della Cattedrale, di Castel Terracena, di palazzo Fruscione e della Chiesa di San Benedetto. Una variazione d'uso interessò il complesso romanico di palazzo Pinto, probabilmente già rimaneggiato da successive alterazioni, nella seconda metà del XV secolo, quando il complesso edilizio medievale fu interessato da modifiche che, mediante l'inglobamento di strutture adiacenti, lo trasformarono in una splendida ed elegante dimora nobiliare della quale sono testimoni gli elementi architettonici superstiti; al piano terra si ritrova l'elemento caratteristico ed emblematico di un'architettura espressione del gotico internazionale, l'arco ribassato catalano, originale invenzione espressione dei movimenti rinascimentali meridionali e propriamente campani, realizzato in piperno e contornato da due capitelli con raffinate decorazioni floreali. Nel complesso si ritrovano anche monumentali loggiati con archi in pietra che affacciano sul vicolo dei Pinto a est e sulla corte interna ad ovest, una cornice marcapiano al primo livello e riquadrature modanate di porte e finestrone, realizzate sempre in piperno.
L'impianto attuale dell'edificio, che fu dimora dei Pinto fino al 1910, risale a non oltre la metà del XVII secolo: da tale data in poi, vi fu un graduale ampliamento della dimora, tramite l'acquisizione di altri edifici confinanti a sud e la copertura di una loggia al primo piano, realizzando così una sede nobiliare ben più ampia. Particolare attenzione è riservata al prospetto su Via dei Mercanti che, con l'utilizzo di registri architettonici, armonizza l'articolato complesso, rappresentando uno dei più equilibrati esempi di facciate tra le dimore gentilizie salernitane. Nel catasto onciario del 1754 si può leggere una descrizione dello stabile e si evince che il proprietario dell'epoca fosse Don Matteo Pinto. Altri documenti testimoniano modifiche realizzate nel XVIII secolo; l'ala del fabbricato verso occidente, comprendente la galleria, la cappella privata e la loggia, fu ampliata sopra una proprietà del convento di San Domenico. Al nuovo prospetto fu creato uno slargo demolendo l'avancorpo della sagrestia e la navata destra della Chiesa di San Gregorio. All'interno dell'androne, sul lato sinistro, si trovano le scale d'accesso al palazzo. Al secondo piano si trovano ampi saloni ed una cappella a pianta rettangolare con volta ellittica riccamente decorata da eleganti stucchi.